# ۴۴۰ (قمری)
۴۴۰ (قمری)، چهارصد و چهلمین سال در گاهشماری هجری قمری است. اول محرم این سال برابر با «۲۲ ژوئن ۱۰۴۸» میلادی و «۱ تیر ۴۲۷» است.

## زادگان
- احمد جام، عارف و صوفی
- خیام

## درگذشتگان
- ۴ شعبان - ابوسعید ابوالخیر عارف و شاعر ایرانی
- ابن زیله، ریاضی‌دان، موسیقی‌شناس و فیلسوف

## وابسته
- ابوریحان بیرونی
- آرامگاه ابوسعید ابوالخیر
- گردیزی